# تومویاسو هیروسه
تومویاسو هیروسه (انگلیسی: Tomoyasu Hirose؛ زادهٔ ۱۱ سپتامبر ۱۹۸۹) بازیکن فوتبال اهل ژاپن است.